# White Eagle (Oklahoma)
White Eagle est une census-designated place du comté de Kay, dans l'État d'Oklahoma, aux États-Unis. En 2020, elle compte une population de 520 habitants.